# عبروق
العبروق هو زي شعبي ليبي، وهو غطاء للرأس يلف الجزء الأخير حول الرقبة وهو شال طويل يبلغ طوله حوالي 4 أمتار وعرضه 65 سم ولا زال هناك من حرفيي طرابلس من يقوم بصناعته، وتتميز هذه الأنسجة بكثرة الزخارف.
وفي ليبيا هناك نول يُسمّى نول العبروق، وله أنسجة خاصة تسمى أنسجة نول العبروق.
وفي الشرق الليبى عُرف لباس كاملة باسم العبروق.
ومن الأشعار الليبية الشعبية التي قيلت في العبروق: